# Команда Источне Босне и Херцеговине ЈВуО
Команда Источне Босне и Херцеговине (Горски штаб бр. 200) је била оперативна формација Југословенске војске у Отаџбини, која је имала команду над Романијским, Дринским, Невесињским, Требињским и Зеничким корпусом.

## Састав
На челу Команде Западне Босне се налазио војвода мајор Петар Баћовић.
Начелник штаба Команде је био мајор Данило Салатић.